# تیو فان د سانده
تیو فان دِ سانده (هلندی: Theo van de Sande؛ زادهٔ ۱۰ مهٔ ۱۹۴۷) تهیه‌کننده فیلم و فیلم‌بردار اهل پادشاهی هلند است.
وی از سال ۱۹۹۱ میلادی عضو انجمن فیلم‌برداران آمریکا است.

## گزیدهٔ فیلم‌شناسی
- خیابان کارناوال (۲۰۱۹)
- آسفالت ۵ (۲۰۱۷)

- جبهه خودی (۲۰۱۳)
- بزرگ‌شده‌ها ۲ (۲۰۱۳)
- فقط باهاش کنار بیا (۲۰۱۱)
- بزرگ‌شده‌ها (۲۰۱۰)
- گودال (۲۰۰۹)
- ارتش خاموش (۲۰۰۸)
- خارج از زمان (۲۰۰۳)
- خانواده نابسامان (۲۰۰۳)
- جرایم سنگین (۲۰۰۲)
- واکنش دوگانه (۲۰۰۱)
- نیکی کوچک (۲۰۰۰)
- سه‌شنبه‌ها با موری (۱۹۹۹)
- پدر بزرگ (۱۹۹۹)
- مقاصد بی‌رحمانه (۱۹۹۹)
- تیغه (۱۹۹۸)
- آتشفشان (۱۹۹۷)
- جهان وین (۱۹۹۲)
- پشت‌بام‌ها (۱۹۸۹)
- حمله (۱۹۸۶)
- تردستی (۱۹۸۳)